# Come on girl (The Cats)
Come on girl is een lied dat door Piet Veerman is geschreven en in 1972 voor het eerst door The Cats werd uitgebracht. Als stijl valt het meer binnen de rock dan de palingsound waar The Cats bekend mee zijn geworden.

## Nederlandse versie
Come on girl verscheen voor het eerst in 1972 op de elpee Signed by The Cats en werd geproduceerd door Klaas Leyen; het arrangement was van Wim Jongbloed. In 1973 verscheen het op de B-kant van Rock 'n' roll (I gave you the best years of my life).

## Amerikaanse versie
In 1974 werd het nummer opnieuw opgenomen door de Amerikaanse producer en arrangeur Al Capps, die er een andere sound aan gaf. The Cats brachten deze versie uit op de B-kant van de single Come Sunday en een jaar later op de elpee Hard to be friends. Een van de meer bekende artiesten die aan de opnames meewerkte was de drummer Jeff Porcaro die in 1976 een van de oprichters was van Toto. Verder speelde Leland Sklar mee, voornamelijk een begeleidingsartiest die in 2007 ook bij Toto kwam.
In de versie van Al Capps heeft de mondharmonica plaats gemaakt voor een saxofoon en is er een rockende slaggitaar onder gezet. De levendige pianoachtergrond is op beide versies te horen, met op de Capps-versie een iets gewijzigde, fellere aanslag. Het tempo van beide nummers is gelijk.